# Stephane & 3G
Stephane & 3G (georgiska: სტეფანე და 3G, Stepane da 3G) är en georgisk popgrupp bestående av Stepane Mgebrisjvili, Nini Badurasjvili, Tako Gatjetjiladze och Qristine Imedadze. 

## Eurovision Song Contest
Den 1 mars 2008 deltog Stephane & 3G i den georgiska nationella uttagningen till Eurovision Song Contest 2008. Bandet slutade på fjärde plats med låten I'm Free (jag är fri), samtidigt som Diana Ghurtskaia vann.
Den 18 februari 2009 deltog Stephane & 3G återigen i den nationella uttagningen och man vann. Därmed skulle de representerat Georgien vid Eurovision Song Contest 2009 i Moskva, med låten We Don't Wanna Put In. Den 11 mars 2009 beslutade dock Georgien att dra sig ur tävlingen, sedan EBU krävt att låttexten skulle ändras efter att den innehållit ett politiskt budskap, vilket enligt tävlingens regler är förbjudet.

## Diskografi
- 2009 We Don't Wanna Put In